# Lamar (Arkansas)
Lamar est une ville située dans l’État américain de l'Arkansas, dans le comté de Johnson.